# Mireya Kaup
Mireya Kaup (* 11. Mai 1974 in München) ist eine ehemalige deutsche Beachvolleyballspielerin.
Sie spielte von 1994 bis 2006 Beachvolleyball bei deutschen und europäischen Turnieren.
Die gelernte Diplom-Kauffrau und studierte Betriebswirtin arbeitet seit 2006 in München als systemischer Coach in Wirtschaft und Sport und vermittelt seit einigen Jahren Ferienhäuser auf Sardinien für die La Sarda GmbH.